# Lac Los Niños
Le Lac Los Niños est un lac situé en Argentine, à l'ouest de la province de Chubut, dans le département de Tehuelches, en Patagonie. 

## Géographie
Le lac Los Niños occupe une cuvette d'origine glaciaire au sud-est du lac General Vintter, correspondant à la région sud-est du bassin versant du río Carrenleufú. Le lac est de forme plus ou moins arrondie et s'étend d'est en ouest sur une longueur d'un peu plus de un kilomètre, et sur 0,9 kilomètre du sud au nord. Il se trouve à un peu moins de 4,5 kilomètres au sud-est du lac General Vintter. 
Le lac est situé dans la zone la moins arrosée du bassin du río Carrenleufú. Les précipitations moyennes dans son bassin sont de l'ordre de 500-700 millimètres. Bien que le lac soit situé au pied des Andes, le paysage environnant est celui de la région occidentale du plateau de Patagonie. La flore y est intermédiaire entre la forêt andino-patagonique, constituée de Nothofagacées et la flore de la meseta. 
Au sud-ouest et à l'ouest, le lac est dominé par les cimes de la Cordillère des Andes.
Son émissaire prend naissance au niveau de sa rive nord, et se dirige vers le nord-est. Il conflue en rive droite avec le río Carrenleufú peu après la sortie de ce dernier du lac General Vintter.

## Accès
Le lac est d'accès assez facile. Depuis Esquel ou Trevelín il faut emprunter la route nationale 40 vers le sud. Seize kilomètres avant la localité de Gobernador Costa, se trouve à droite l'embranchement de la provinciale 17 vers la ville de Río Pico. Il reste alors environ 25 kilomètres de route non revêtue en direction du nord, pour accéder au lac. La route passe à quelques centaines de mètres du côté de la rive est.

## Pêche
Le lac Los Niños est réputé pour sa richesse en salmonidés. On y pêche avant tout des  ombles de fontaine  ou truites mouchetées (Salvelinus fontinalis) .